# Guilherme de Faria
Guilherme Caiuby de Faria (São Paulo, 29 de dezembro de 1942) é um pintor, desenhista e gravador brasileiro.
Iniciou sua atividade artística em 1962. O seu tema preferido é o corpo feminino destacando sua sensualidade e erotismo.

## Exposições
- 1ª Exposição do Jovem Desenho Nacional, Fundação Armando Álvares Penteado (1963)[2]
- 9ª Bienal Internacional de São Paulo, Fundação Bienal de São Paulo (1967)
- 3º Panorama de Arte Atual Brasileira, Museu de Arte Moderna de São Paulo (MAM/SP) (1971)
- Arte e Pensamento Ecológico - Rio de Janeiro, RJ, Biblioteca Euclides da Cunha (BEC) (1978)
- 12º Panorama de Arte Atual Brasileira, Museu de Arte Moderna de São Paulo (MAM/SP) (1980)
- Tradição e Ruptura: síntese de arte e cultura brasileiras, Fundação Bienal de São Paulo (1984)
- Semana da Gravura (1987 : Santa Maria, RS) (1987)
- Tesouros da Caixa: mostra do acervo artístico da Caixa (2002 : São Paulo, SP) (2002)
- Pequenas Grandes Obras - Arte Contemporânea Brasileira (2009 : Milão, Itália), Istituto Brasile - Italia (Milão, Itália) (2009)
- Guilherme de Faria: obra gráfica, Caixa Cultural São Paulo (2010)